# Senność (powieść)
Senność – powieść Wojciecha Kuczoka, wydana w 2008 roku nakładem wydawnictwa W.A.B. Powieść pisana była równocześnie ze scenariuszem do filmu Senność, którego reżyserką jest Magdalena Piekorz.

## Opis fabuły
Bohaterami powieści są trzej mężczyźni. Adam jest samotnym lekarzem, który poszukuje relacji uczuciowej. Drugi z nich, Robert, jest pisarzem przeżywającym kryzys weny twórczej. Trzeci, nazwany „Pan Mąż”, jest mężem znanej celebrytki i marzy o zostaniu ojcem. Wszyscy trzej są nieszczęśliwi z powodu sytuacji życiowej, w jakiej się znaleźli.

## Odbiór
Książka spotkała się zarówno z pozytywnymi, jak i negatywnymi opiniami krytyków, którzy podkreślili, że autor zaprezentował „kapitalne wyczucie stylu” i wykazał się inwencją językową, jednak zaznaczyli, że zarówno bohaterowie, jak i fabuła są sztampowe.